# غاسبار أنطونيو تشي
غاسبار أنطونيو تشي (بالإسبانية: Gaspar Antonio Xiú)‏ هو لغوي وكاتب ومؤلف مكسيكي، ولد في 1531 في Maní, Yucatán ‏ في المكسيك، وتوفي في 1610 في ماردة في المكسيك.